# Ricardo de York
Ricardo de York (21 de septiembre de 1411-30 de diciembre de 1460) fue duque de York, conde de Cambridge y conde de March.

## Primeros años
Nació en el castillo de Conisburgh, único hijo varón de Ricardo de Conisburgh, conde de Cambridge, y de Ana Mortimer. 
Heredó el título de su padre tras la ejecución de este el 5 de agosto de 1415. Meses más tarde, el 25 de octubre de 1415, la muerte de su tío Eduardo de York lo convirtió en duque de York.

## Regente del reino
El 19 de enero de 1425 murió sin descendencia su tío Edmundo Mortimer, conde de March y Úlster ─hermano de su madre Ana─, y Ricardo pasó a ser el único heredero de los estados de la familia Mortimer, incluidos los ricos condados de March y Úlster (en Irlanda), lo que lo convirtió en el feudatario más poderoso del reinado de Enrique VI. Su importancia en la corte real provocó el recelo de la reina Margarita de Anjou, esposa de Enrique VI, que trató por todos los medios de menoscabar su poder e influencia.
Los ataques de locura que sufría el rey desde 1453, lo erigieron regente del reino, consumándose así la ruptura con la reina y los partidarios de la Casa de Lancaster. Para no perder su autoridad, no dudó en encarcelar al rey y comenzar una purga contra los partidarios de la casa de Lancaster.
Su poder duró hasta 1459, cuando la reina Margarita regresó al país y lo derrotó, despojándolo de sus bienes y encarcelándolo. Ricardo, no obstante, logró huir y reorganizar su ejército, enfrentándose a Margarita en la batalla definitiva de Wakefield, el 30 de diciembre de 1460, donde murió tras ser derrotado.
Fue sepultado en Pontefract (Yorkshire), pero sus restos fueron más tarde inhumados y sepultados en la Colegiata de la iglesia de Fotheringay el 30 de julio de 1476.

## Descendencia
A  los 13 años contrajo matrimonio, el 18 de octubre de 1424, con Cecilia Neville, que contaba 14 años de edad, hija de Ralph Neville, conde de Westmorland, y de su segunda esposa, Juan a Beaufort, hija a su vez de Juan de Gante y de Catalina de Roet-Swynford.
De este matrimonio nacieron 13 hijos:
- Juana (n.y m. 1438).

- Ana (n. castillo de Fotheringhay, Northants, 10.8.1439 - m. 14.1.1476), casada primero con Enrique Holland, duque de Exeter ─el matrimonio fue anulado en 1472─ y luego con Sir Tomás St.Leger.

- Enrique (n. y m. Hatfield, 10.2.1441).

- Eduardo (n. Ruan, Francia, 28.4.1442 - m. palacio de Westminster, 9.4.1483), duque de York a la muerte de su padre y luego rey Eduardo IV de Inglaterra (1461-1483, excepto de 1470 a 1471 que reinó Enrique VI).

- Edmundo (n. Ruan, Francia, 27.5.1443 - m. junto a su padre en la batalla de Wakefield, 31.12.1460), nombrado conde de Rutland en 1446.

- Isabel (n. Ruan, Francia, 22.4.1444 -m. I.1503), casada con Juan de la Pole, II duque de Suffolk.

- Margarita (n. castillo de Fotheringhay, Northants, 3.5.1446 - m. Malinas, 28.11.1503), apodada "Madame La Grande", casada con Carlos "el Temerario", duque de Borgoña.

- Guillermo (n. castillo de Fotheringhay, Northants, 7.7.1447 - m. joven).

- Juan (n. Neyte, Worcs, 7.11.1448 - m. joven).

- Jorge (n. Dublín, Irlanda, 21.10.1449 - m. asesinado por orden de su hermano en la Torre de Londres, 18.2.1478), nombrado duque de Clarence en 1461, y conde de Warwick y Salisbury en 1471 al morir su suegro.

- Tomás (n. 1451 - m. niño).

- Ricardo (n. castillo de Fotheringhay, Northants, 21.10.1452 - m. en la batalla de Bosworth, 22.8.1485), nombrado duque de Gloucester en 1461, se dice que asesinó a sus sobrinos para usurpar el trono y reinar como Ricardo III.

- Úrsula (n. 22.7.1455 - m. joven).

## Sucesión
| Predecesor: Eduardo de Westminster                | Príncipe de Gales 1460                 | Sucesor: Eduardo de Westminster |
| Predecesor: John Talbot, I conde de Shrewsbury    | Lord Teniente de Irlanda 1447 - 1460   | Sucesor: Jorge de Clarence      |
| Predecesor: Edmundo Mortimer, V conde de la Marca | Conde de la Marca y Úlster 1425 - 1460 | Sucesor: Eduardo de York        |
| Predecesor: Eduardo de York                       | Duque de York 1415 - 1460              | Sucesor: Eduardo de York        |
| Predecesor: Ricardo de Conisburgh                 | Conde de Cambridge 1415 - 1460         | Sucesor: Eduardo de York        |